# Miguel Ángel Aguilar
Miguel Ángel Aguilar Tremoya (Madrid, 15 de febrero de 1943) es un periodista español.

## Trayectoria profesional

### Prensa escrita
Obtiene la Licenciatura en Ciencias Físicas por la Universidad Complutense de Madrid en 1965 y en 1969 el título de Periodismo. Sus primeros pasos en el mundo de la prensa los dio a partir de 1966 en el desaparecido Diario Madrid. Como consecuencia de un editorial que publicó sobre los disturbios universitarios del momento, fue encausado por el Tribunal de Orden Público en febrero de 1967. Tras ser juzgado, fue absuelto en junio de aquel año.
Tras la desaparición del periódico en 1971 por orden gubernamental, se incorpora a Cambio 16, que lo destina a Bruselas como corresponsal (1972-1974). También para esa misma revista fue enviado especial al Sáhara en 1975.
Tras colaborar en el lanzamiento de la revista Posible, en 1977 se reincorpora a Cambio 16 y un año más tarde es nombrado director de Diario 16, cargo que ocupa hasta mayo de 1980.
Pocos meses después se incorpora como columnista al diario El País. En 1981 funda la sección española de la Asociación de Periodistas Europeos y en 1986 es nombrado Director de la Agencia EFE, cargo que desempeña hasta 1990. También ha sido director del diario El Sol y columnista en la revista Tiempo. 
Continuó en El País hasta noviembre de 2015, cuando fue cesado por criticar al periódico en un reportaje aparecido en The New York Times. Tras su salida de El País escribió para los diarios La Vanguardia y Cinco Días, así como la revista El Siglo. Fue presidente editor del semanario Ahora hasta su cierre en octubre de 2016.
Entre octubre de 2018 y junio de 2020 fue columnista de La Vanguardia.
Desde septiembre de 2019 publica una columna semanal de opinión en Vozpópuli y desde abril de 2022 es cronista parlamentario en 20 minutos.

### Radio y televisión
Con la llegada de las televisiones privadas se incorpora a los servicios informativos de Telecinco, y colabora como comentarista para asuntos de actualidad política nacional en el espacio Entre hoy y mañana que dirige Luis Mariñas. A partir de 1992 comienza a presentar el informativo del fin de semana, en sustitución de Felipe Mellizo. Seguiría colaborando en los informativos de la cadena y presentaría los espacios de debate y entrevistas Mesa de redacción (1993) y Hora límite (1995).
En la actualidad es comentarista y analista político en distintos programas tanto de radio como de televisión: Hoy por Hoy y regularmente en Hora 25 de la Cadena Ser, y El Programa de Ana Rosa (desde 2004) de Telecinco, 59 segundos (desde 2004) de TVE y en Más vale tarde de La Sexta. También posee una sección en Hora 14, emitida diariamente en la Cadena SER. En 2021 colabora en el matinal Espejo público, junto a Susana Grisso, en Antena 3.

## Libros publicados
- Las últimas Cortes del franquismo, 1976
- El golpe, anatomía y claves del asalto al Congreso, 1981
- El vértigo de la prensa, 1982
- Terrorismo y sociedad democrática
- Sobre las leyes de la física y la información, 2009
- España contra pronóstico. De cómo conquistamos nuestras libertades y del cuidado que requieren, 2013
- ¿Pero qué broma es esta? Telegramas urgentes para el fin de una era (2008-2016), 2016
- En silla de pista. Álbum de momentos vividos en primera línea, 2018